# Умаханов, Шамиль Мустафаевич
Шами́ль Мустафа́евич Умаха́нов (16 апреля 1975, Хасавюрт, СССР — 27 июня 1998, Нальчик, Россия) — российский борец вольного стиля, бронзовый призёр чемпионата России 1997 года, обладатель Кубка мира (1998). Заслуженный мастер спорта России.

## Биография
Родился в 1975 году в Хасавюрте. По национальности аварец. Брат Багаутдина Умаханова и Мурада Умаханова. Вольной борьбой начал заниматься в 1985 году в  СДЮШОР «Спартак» г. Хасавюрт. Его тренерами были заслуженные тренеры России Магомед Гусейнов и его дядя Сайгидпаша Умаханов.
В 1991 году стал победителем первенства Дагестана среди юношей и вторым призёром первенства России в весе до 40 кг. Затем выиграл Всесоюзный турнир памяти чемпиона мира Алимбега Бестаева. В 1992 году окончил школу № 13 в Хасавюрте.
В 1993 году стал обладателем золотых медалей первенства страны и Европы среди юношей, а также юниорского первенства России. В 1994 году победил на международном турнире имени Сослана Андиева и стал обладателем Кубка России. В 1997 году завоевал бронзовую медаль на чемпионате России и стал обладателем Кубка мира. В 1998 году добился победы на международном турнире памяти Али Алиева.
25 июня 1998 года погиб при обрушении балкона на чемпионате России в Нальчике. Его именем названа одна из улиц в Хасавюрте. В память о Шамиле Умаханове на протяжении 10 лет в Хасавюрте проводился престижный международный турнир по вольной борьбе.

## Достижения
- Чемпионат Европы среди юниоров 1993 — ;
- Чемпионат мира среди студентов 1996 — ;
- Чемпионат России по вольной борьбе 1997 — ;
- Кубок мира по борьбе 1998 (команда) — ;
- Кубок мира по борьбе 1998 — ;